# Stanisław Kujot
Stanisław Kujot (ur. 13 listopada 1845 w Kiełpinie koło Tucholi, zm. 5 grudnia 1914 w Grzybnie) – polski duchowny katolicki, historyk, członek Towarzystwa Historycznego we Lwowie.

## Życiorys

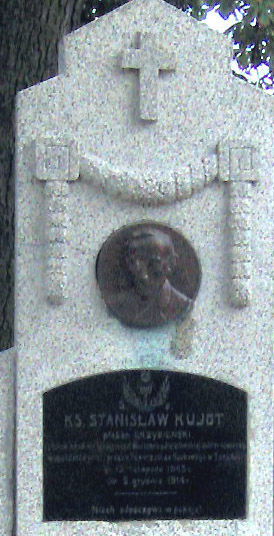
Płyta na grobowcu Stanisława Kujota na cmentarzu w Grzybnie

Maturę uzyskał w 1865 w Chełmnie. Następnie studiował w Seminarium Duchownym w Pelplinie, a następnie na uniwersytetach w Münster (teologię i filologię) i Berlinie (historię). Święcenia kapłańskie otrzymał 10 kwietnia 1870. Złożył egzamin państwowy pro facultate docendi (1872), z filologii. W latach 1872–1893 pracował jako nauczyciel historii powszechnej i historii literatury polskiej w Collegium Marianum w Pelplinie. Od 1893 objął probostwo w Grzybnie.
Od momentu powstania Towarzystwa Naukowego w Toruniu w 1875 był jego aktywnym członkiem. W latach 1875–1884 sprawował funkcję wiceprezesa Wydziału Historyczno-Archeologicznego, a w latach 1897–1914 prezesa Towarzystwa. Pełniąc funkcję kierownika akcji wydawniczej TNT ożywił i rozszerzył działalność wydawniczą Towarzystwa. Był inicjatorem wydawania serii źródłowej Fontes. Wznowił wydawanie serii Roczniki TNT. Był współtwórcą czasopisma naukowego Zapiski Towarzystwa Naukowego w Toruniu, którego pierwszy numer ukazał się w 1908 roku.
Najważniejszą pozycją w dorobku naukowym, wieńczącą ponad 40-letnie badania, były Dzieje Prus Królewskich (wydane już po śmierci autora) oraz gruntowne studium nad początkami sieci parafialnej na Pomorzu Nadwiślańskim Kto założył parafie w dzisiejszej diecezji chełmińskiej?.
W 1900 Uniwersytet Jagielloński w uznaniu zasług nadał księdzu Kujotowi tytuł doktora honoris causa.
Aktywnie uczestniczył w stowarzyszeniach religijnych i świeckich między innymi w Bibliotece Obywateli Polskich Ziem Zachodnich, Komitecie dla Szkół Elementarnych, Towarzystwie Św. Wincentego i innych.
Bibliografię prac ks. Stanisława Kujota zestawił ks. Paweł Czaplewski, wówczas proboszcz w Szynychu w powiecie chełmińskim. Ks. Dr Stanisław Kujot, [...] mąż niewątpliwie najwięcej około historjografji diecezji chełmińskiej zasłużony, przytem wzorowy duszpasterz i wytrawny pedagog, [...] – taką charakterystykę wystawił księdzu Stanisławowi Kujotowi urodzony w Chełmży ks. Tadeusz Glemma.
8 maja 2007 Szkoła Podstawowa w Wybczu otrzymała imię Stanisława Kujota. Imię zostało nadane przez biskupa toruńskiego Andrzeja Suskiego. Ksiądz Kujot jest również patronem ulicy w  Szczecinie, Toruniu, Grudziądzu, Brodnicy, Tucholi i Unisławiu.

## Publikacje
- Powieści treści przeważnie historycznej; „Głowa św. Barbary”, „Pierwsze nawrócenie Prusaków”, dramat „Ojciec Grzegorz, czyli obrona Pucka 1655/56" itd.
- Pierwszą i zaraz większą swą pracą „Opactwo Pelplińskie”, którą wydał nakładem własnym w Pelplinie, w 1875, s. 496[5]
- „Margrabiowie brandenburscy w dziejach Pomorza – za księcia Mestwina II”, w Rocznikach TNT. I, 1878.
- „O majątkach biskupich na Pomorzu”, tamże II, 1880.
- „Kto założył parafje w dzisiejszej dyecezyi chełmińskiej? Studyum historyczne z mapą” (tamże IX–XII, 1902/05)[6]
- „Dzieje Prus Królewskich do r. 1309”. Wydał już po śmierci autora ks. Mieczysław Rzewuski, w Rocznikach TNT. XX–XXV, 1913/18[7]